# にっぽん列島夕方ラジオ
『にっぽん列島夕方ラジオ』（にっぽんれっとうゆうがたラジオ）は、NHKラジオ第1放送で2018年4月2日から放送されているラジオ番組。

## 概要
2012年以降、進められているNHKラジオの地域情報発信強化の取り組みの一環として、全国の地域放送局で同時間帯に生放送されている夕方のローカル情報番組を、ローテーションで全国放送に切り替える形で構成する番組。放送開始に伴い、以前から全国放送されている『沖縄熱中倶楽部』も当番組のラインナップの一つとして組み込まれた。
ただし、当番組開始以降も16時台・17時台の各地域のローカル編成は継続実施されるため、当番組の聴取はローカル編成が行われていない地域に限られ、「全国放送」という表現は便宜上のものとなっている。なお、インターネットの「NHKラジオ らじる★らじる」を介した聴取は国内全域で可能であり、「らじる★らじる」では当番組としての放送のない曜日や週の地域拠点局の各番組も並行して全国で聴取できる。一方、民放のIPサイマルラジオ「radiko」では2018年4月12日以降、「NHKラジオ第1（東京）」の配信対象地域に当たる甲信越地方のみ、各県域のローカル編成が行われた場合でもradikoを介して当番組を聴取可能。それ以外の地域でradikoによる聴取ができるかはその地域の拠点局の編成に左右される。
2022年度より16時台の再放送枠を廃止。放送時間を2時間に拡大の上、うち16時台を全国放送枠に設けられた。全国放送枠は関西地方向けに放送されている「関西ラジオワイド」の放送に充てられる。

## 放送時間
- 2018年度 - 2021年度　毎週月曜日 - 金曜日 17:05 - 17:55
- 2022年度 -　毎週月曜日 - 金曜日 16:05 - 17:55（※中断 16:55 - 17:00 - 各地域のニュース・天気予報・交通情報、 17:00 - 17:05 - NHKニュース）※2022年4月4日より

高校野球や大相撲等のスポーツ中継、国会中継、政見放送、年末年始や祝休日・大型連休期間の特集番組の編成、大規模災害発生時の災害報道の場合、放送休止または放送時間短縮となる。

## 放送ラインナップ

### 基本編成
| 年度 | 月曜                                     | 火曜                                     | 水曜                                     | 木曜                                     | 金曜                                     |
| 2018 | （別番組）                               | （別番組）                               | （別番組）                               | （別番組）                               | （別番組）                               |
| 2019 | （別番組）                               | （別番組）                               | （別番組）                               | （別番組）                               | （別番組）                               |
| 2020 | （別番組）                               | （別番組）                               | （別番組）                               | （別番組）                               | （別番組）                               |
| 2021 | （別番組）                               | （別番組）                               | （別番組）                               | （別番組）                               | （別番組）                               |
| ---- | ---------------------------------------- | ---------------------------------------- | ---------------------------------------- | ---------------------------------------- | ---------------------------------------- |
| 2022 | - 関西ラジオワイド 大阪発 / 関西地方向け | - 関西ラジオワイド 大阪発 / 関西地方向け | - 関西ラジオワイド 大阪発 / 関西地方向け | - 関西ラジオワイド 大阪発 / 関西地方向け | - 関西ラジオワイド 大阪発 / 関西地方向け |
| 2023 | - 関西ラジオワイド 大阪発 / 関西地方向け | - 関西ラジオワイド 大阪発 / 関西地方向け | - 関西ラジオワイド 大阪発 / 関西地方向け | - 関西ラジオワイド 大阪発 / 関西地方向け | - 関西ラジオワイド 大阪発 / 関西地方向け |
| 2024 | - 関西ラジオワイド 大阪発 / 関西地方向け | - 関西ラジオワイド 大阪発 / 関西地方向け | - 関西ラジオワイド 大阪発 / 関西地方向け | - 関西ラジオワイド 大阪発 / 関西地方向け | - 関西ラジオワイド 大阪発 / 関西地方向け |
| 2025 | - 関西ラジオワイド 大阪発 / 関西地方向け | - 関西ラジオワイド 大阪発 / 関西地方向け | - 関西ラジオワイド 大阪発 / 関西地方向け | - 関西ラジオワイド 大阪発 / 関西地方向け | - 関西ラジオワイド 大阪発 / 関西地方向け |

| 年度 | 月曜                                     | 火曜 | 水曜 | 木曜 | 金曜 |
| ---- | ---------------------------------------- | --- | --- | --- | --- |
| 2018 | - 関西ラジオワイド 大阪発 / 関西地方向け | - はっけんラジオ 福岡発 / 九州沖縄地方向け - ひろしま コイらじ 広島発 / 広島県向け 以上2番組の隔週編成。                                                                         | - 夕刊 ゴジらじ 名古屋発 / 東海3県向け | - 北海道まるごとラジオ 札幌発 / 北海道向け - ゴジだっちゃ! 仙台発 / 宮城県向け 前者を2018年度は第4週、2019年度以降は第1・4週に編成し、それ以外の週は後者を編成。 | - 四国だ!ゴーゴー 松山発 / 四国地方向け - 沖縄熱中倶楽部 沖縄発 前者を第1週に、後者を最終週に編成。それ以外の週は単発編成（下記も参照）。 |
| 2019 | - 関西ラジオワイド 大阪発 / 関西地方向け | - はっけんラジオ 福岡発 / 九州沖縄地方向け - ひろしま コイらじ 広島発 / 広島県向け 以上2番組の隔週編成。                                                                         | - 夕刊 ゴジらじ 名古屋発 / 東海3県向け - はま☆キラ! 横浜発 2021年度までは前者を第1・3・5週、後者を第2・4週に編成。2022年度からは隔週編成。 | - 北海道まるごとラジオ 札幌発 / 北海道向け - ゴジだっちゃ! 仙台発 / 宮城県向け 前者を2018年度は第4週、2019年度以降は第1・4週に編成し、それ以外の週は後者を編成。 | - 四国だ!ゴーゴー 松山発 / 四国地方向け - 沖縄熱中倶楽部 沖縄発 前者を第1週に、後者を最終週に編成。それ以外の週は単発編成（下記も参照）。 |
| 2020 | - 関西ラジオワイド 大阪発 / 関西地方向け | - はっけんラジオ 福岡発 / 九州沖縄地方向け - ひろしま コイらじ 広島発 / 広島県向け 以上2番組の隔週編成。                                                                         | - 夕刊 ゴジらじ 名古屋発 / 東海3県向け - はま☆キラ! 横浜発 2021年度までは前者を第1・3・5週、後者を第2・4週に編成。2022年度からは隔週編成。 | - 北海道まるごとラジオ 札幌発 / 北海道向け - ゴジだっちゃ! 仙台発 / 宮城県向け 前者を2018年度は第4週、2019年度以降は第1・4週に編成し、それ以外の週は後者を編成。 | - ホッと!四国 松山発 / 四国地方向け - 沖縄熱中倶楽部 沖縄発 前者を第1週に、後者を最終週に編成。それ以外の週は単発編成（下記も参照）。 |
| 2021 | - 関西ラジオワイド 大阪発 / 関西地方向け | - はっけんラジオ 福岡発 / 九州沖縄地方向け - ひろしま コイらじ 広島発 / 広島県向け 以上2番組の隔週編成。                                                                         | - 夕刊 ゴジらじ 名古屋発 / 東海3県向け - はま☆キラ! 横浜発 2021年度までは前者を第1・3・5週、後者を第2・4週に編成。2022年度からは隔週編成。 | - 北海道まるごとラジオ 札幌発 / 北海道向け - ゴジだっちゃ! 仙台発 / 宮城県向け 前者を2018年度は第4週、2019年度以降は第1・4週に編成し、それ以外の週は後者を編成。 | - ホッと!四国 松山発 / 四国地方向け - 沖縄熱中倶楽部 沖縄発 前者を第1週に、後者を最終週に編成。それ以外の週は単発編成（下記も参照）。 |
| 2022 | - 関西ラジオワイド 大阪発 / 関西地方向け | - はっけんラジオ 福岡発 / 九州沖縄地方向け - ひろしま コイらじ 広島発 / 広島県向け 以上2番組の隔週編成。                                                                         | - 夕刊 ゴジらじ 名古屋発 / 東海3県向け - はま☆キラ! 横浜発 2021年度までは前者を第1・3・5週、後者を第2・4週に編成。2022年度からは隔週編成。 | - 北海道まるごとラジオ 札幌発 / 北海道向け - Nandary 仙台発 / 東北地方向け 以上2番組の隔週編成。 | - ホッと!四国 松山発 / 四国地方向け - 沖縄熱中倶楽部 沖縄発 前者を第1週に、後者を最終週に編成。それ以外の週は単発編成（下記も参照）。 |
| 2023 | - 関西ラジオワイド 大阪発 / 関西地方向け | - はっけんラジオ 福岡発 / 九州沖縄地方向け - ひろしま コイらじ 広島発 / 広島県向け 以上2番組の隔週編成。                                                                         | - 夕刊 ゴジらじ 名古屋発 / 東海3県向け - はま☆キラ! 横浜発 2021年度までは前者を第1・3・5週、後者を第2・4週に編成。2022年度からは隔週編成。 | - 北海道まるごとラジオ 札幌発 / 北海道向け - Nandary 仙台発 / 東北地方向け - ふくどん! 福島発 / 福島県向け 2023年度は『北海道-』と『Nandary』の隔週編成を基本に、『ふくどん!』も複数回不定期編成。2024年度からは『北海道-』を第1週、『Nandary』を第2・4・5週、『ふくどん!』を第3週に編成。 | - ホッと!四国 松山発 / 四国地方向け - 沖縄熱中倶楽部 沖縄発 第1週に前者、最終週に後者、それ以外の週に以下の番組を複数回不定期編成。 - ゆる信ワイド 長野発 / 長野県向け - じわもんラジオ→かがのとラジオ 金沢発 / 石川県向け - 花ラジちば 千葉発 |
| 2024 | - 関西ラジオワイド 大阪発 / 関西地方向け | - はっけんラジオ 福岡発 / 九州沖縄地方向け - ひろしま コイらじ 広島発 / 広島県向け 以上2番組の隔週編成。                                                                         | - 夕刊 ゴジらじ 名古屋発 / 東海3県向け - はま☆キラ! 横浜発 2021年度までは前者を第1・3・5週、後者を第2・4週に編成。2022年度からは隔週編成。 | - 北海道まるごとラジオ 札幌発 / 北海道向け - Nandary 仙台発 / 東北地方向け - ふくどん! 福島発 / 福島県向け 2023年度は『北海道-』と『Nandary』の隔週編成を基本に、『ふくどん!』も複数回不定期編成。2024年度からは『北海道-』を第1週、『Nandary』を第2・4・5週、『ふくどん!』を第3週に編成。 | - ホッと!四国 松山発 / 四国地方向け - 沖縄熱中倶楽部 沖縄発 第1週に前者、最終週に後者、それ以外の週に以下の番組を複数回不定期編成。 - ゆる信ワイド 長野発 / 長野県向け - じわもんラジオ→かがのとラジオ 金沢発 / 石川県向け - 花ラジちば 千葉発 |
| 2025 | - 首都圏らじお 東京発                    | - はっけんラジオ 福岡発 / 九州沖縄地方向け - 関西ラジオワイド 大阪発 / 関西地方向け - はま☆キラ! 横浜発 『はっけん-』を第1・3週、『関西-』を第2週、『はま☆キラ!』を第4週に編成。 | - 夕刊 ゴジらじ 名古屋発 / 東海3県向け - ひろしま コイらじ 広島発 / 広島県向け 以上2番組の隔週編成。                                       | - 北海道まるごとラジオ 札幌発 / 北海道向け - Nandary 仙台発 / 東北地方向け - ふくどん! 福島発 / 福島県向け 2023年度は『北海道-』と『Nandary』の隔週編成を基本に、『ふくどん!』も複数回不定期編成。2024年度からは『北海道-』を第1週、『Nandary』を第2・4・5週、『ふくどん!』を第3週に編成。 | - ホッと!四国 松山発 / 四国地方向け - 沖縄熱中倶楽部 沖縄発 第1週に前者、最終週に後者、それ以外の週に以下の番組を複数回不定期編成。 - ゆる信ワイド 長野発 / 長野県向け - じわもんラジオ→かがのとラジオ 金沢発 / 石川県向け - 花ラジちば 千葉発 |

いずれの曜日も例外的な編成となる場合もある（基本番組同士で曜日を入れ替えたり、第○週をほかの週に振り替えたり、金曜以外の曜日に単発編成が入ったりするなど）。

### 単発編成
金曜日（それ以外の曜日もある）を中心に、拠点局以外の番組も編成されている。
- 『まじぇ5時』（盛岡放送局制作・岩手県向け）- 2018年11月8日
- 『こでらんに5』（福島放送局制作・福島県向け） - 2018年6月21日など
- 『かいラジ』（甲府放送局制作・山梨県向け）- 2018年11月9日
- 『ラジオ富山人』（富山放送局制作・富山県向け）- 2019年4月5日など
- 『情報たら福』（福井放送局制作・福井県向け） - 2019年6月7日
- 『中国!ちゅーもく!ラジオ』（広島放送局制作・中国地方向け） - 2018年8月24日など
  - 『おからじ!』（岡山放送局制作・中国地方向け） - 2018年4月20日
  - 『やしろ荘でごにょごにょ』（鳥取放送局制作・中国地方向け） - 2019年4月19日など
- 『5時ラジ・おおいた』（大分放送局制作・大分県向け） - 2018年6月15日
- 『まんで香川きっきょん!?』（高松放送局制作・香川県向け） - 2019年1月28日と7月29日
- 『あわ★メロR』（徳島放送局制作・徳島県向け） - 2019年2月25日と6月24日
- 『とさらじお』（高知放送局制作・高知県向け） - 2019年6月3日
- 『かごしまの夕べ～島ラジオ～』（鹿児島放送局制作・鹿児島県向け） - 2023年12月25日

### パイロット版
2018年3月5日からの週、当番組のパイロット版に当たる特集編成が組まれ、月曜（5日）から順に『関西ラジオワイド』、『はっけんラジオ』、『ゴジだっちゃ!』、『夕刊 ゴジらじ』、『四国だ!ゴーゴー』がラインナップされたが、水曜（7日）は直前の国会中継（第196回国会・参議院予算委員会2018年度予算審議）が急遽延長したため『ゴジだっちゃ!』の放送は中止された。そのほかの4番組は予定どおり全国放送された。